# Nicolas Batum
Nicolas Batum (Lisieux, 14 de dezembro de 1988) é um jogador francês de basquete que atualmente joga no Los Angeles Clippers da National Basketball Association (NBA).
Ele começou a carreira no Le Mans Sarthe da Liga Francesa e foi selecionado pelo Houston Rockets como a 25º escolha geral no draft da NBA de 2008. 
Ele também é membro da Seleção Francesa e conquistou uma medalha de prata nos Jogos Olímpicos de Verão de 2020 em Tóquio.

## Primeiros anos
Seu pai, Richard, de origem camaronense, foi um jogador de basquete profissional na França. Richard faleceu durante uma partida em 1991 após sofrer um aneurisma. Nicolas, com apenas 2 anos e meio de idade, e sua mãe estavam na plateia testemunhando a morte de Richard.

## Carreira profissional

### Le Mans Sarthe (2006–2008)
Quando jovem, Batum foi considerado um dos jovens jogadores mais talentosos da Europa, já que ocupava a 17ª posição entre os jogadores internacionais nascidos em 1988, pelo site de olheiros DraftExpress.com, na época em que entrou no draft da NBA de 2008.
Batum fez parte da seleção da França que venceu o Eurobasket de Sub-16 em 2004. Ele foi nomeado o MVP do Eurobasket de Sub-18 em 2006, com a França conquistando a medalha de ouro naquele torneio.
Em 2006, Batum foi eleito o MVP do Torneio Sub-18 Albert Schweitzer em Mannheim, Alemanha, como parte da seleção francesa vencedora do torneio. Batum teve médias de 19 pontos, 5 rebotes e 2 roubos de bola durante o torneio de sete jogos.
Enquanto jogava pelo Le Mans, Batum teve médias de 3,4 pontos (65,9% FG), 2,5 rebotes, 0,5 assistências em 13 minutos da temporada de 2006-07 e 12,3 pontos (52,3% FG), 5,0 rebotes e 3,6 assistências em 28 minutos da temporada de 2007–08.

### Portland Trail Blazers (2008–2015)

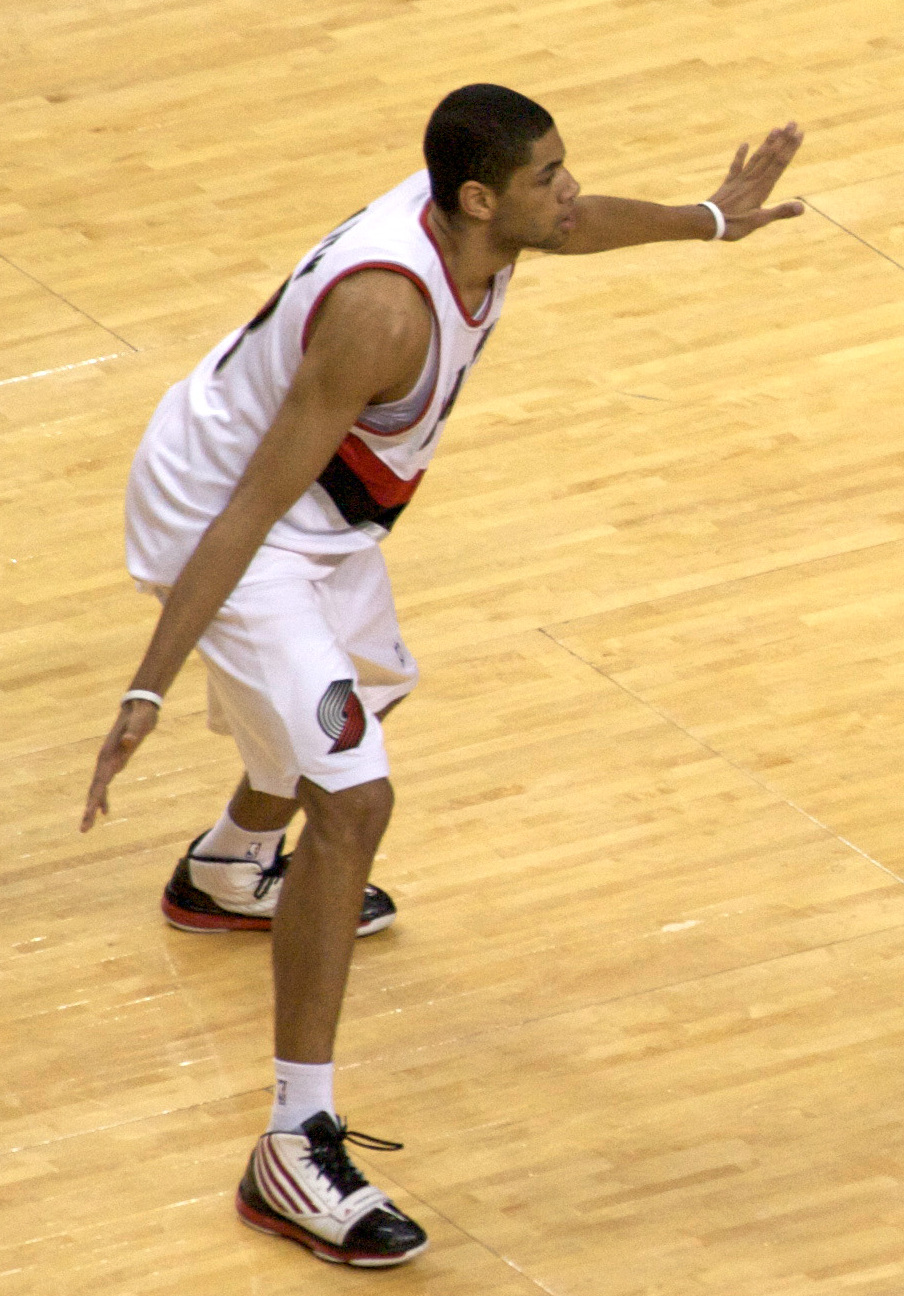
Batum com o Portland Trail Blazers em 2011.

Após ser selecionado com a 25ª escolha no draft da NBA de 2008 pelo Houston Rockets, Batum foi negociado com o Portland Trail Blazers pelos direitos de Darrell Arthur e Joey Dorsey.
Após sair do banco nos três primeiros jogos de sua carreira na NBA, Batum entrou para o time titular no lugar de Travis Outlaw no quarto jogo da temporada de 2008–09 do Portland, uma derrota por 103–96 para o Utah Jazz. Em 13 de março de 2009, Batum registrou sua maior pontuação na temporada com 20 pontos, junto com uma cesta de três pontos decisiva a 29,9 segundos do fim, rumo a uma vitória por 109–100 sobre o New Jersey Nets.
Batum perdeu os primeiros 45 jogos da temporada de 2009-10 devido a uma lesão no cartilagem do ombro direito. Ele jogou sua primeira partida da temporada em 25 de janeiro de 2010.
Batum marcou mais de 30 pontos pela primeira vez com uma performance de 31 pontos (incluindo 7 rebotes, 7 assistências e 3 roubos de bola) em 27 de fevereiro de 2010 contra o Minnesota Timberwolves.
Em 25 de junho de 2012, o Portland Trail Blazers fez uma oferta de qualificação para Batum, tornando-o um agente livre restrito. Menos de três semanas depois, ele aceitou uma oferta de 4 anos e US$ 46 milhões do Minnesota Timberwolves. Em 18 de julho de 2012, os Trail Blazers escolheram igualar a oferta dos Timberwolves, contratando Batum para a equipe durante a temporada de 2015–16.
Em 16 de novembro de 2012, Batum empatou com o recorde de pontos de sua carreira com 35 pontos na vitória por 119–117 contra o Houston Rockets. Isso foi seguido exatamente um mês depois por um jogo em que Batum registrou o 15º "cinco por cinco" na NBA desde a temporada de 1985-86, e o primeiro desde Andrei Kirilenko em janeiro de 2006. Neste esforço, Batum marcou 11 pontos enquanto acumulava 10 assistências, 5 rebotes, 5 bloqueios e 5 roubos de bola em uma vitória de 95-94 contra o New Orleans Hornets.
Em 21 de janeiro de 2013, Batum registrou seu primeiro triplo-duplo em uma derrota por 98-95 para o Washington Wizards, registrando 12 pontos, 10 rebotes e 11 assistências, além de 3 roubos de bola e 2 bloqueios.
Batum terminou com recordes em quase todas as estatísticas na temporada de 2012-13. Sua maior melhora foi seu passe; ele teve média de 4,9 assistências, mais do que o triplo de seu recorde anterior na carreira (1,5 assistências por jogo durante a temporada de 2010-11).

### Charlotte Hornets (2015–2020)

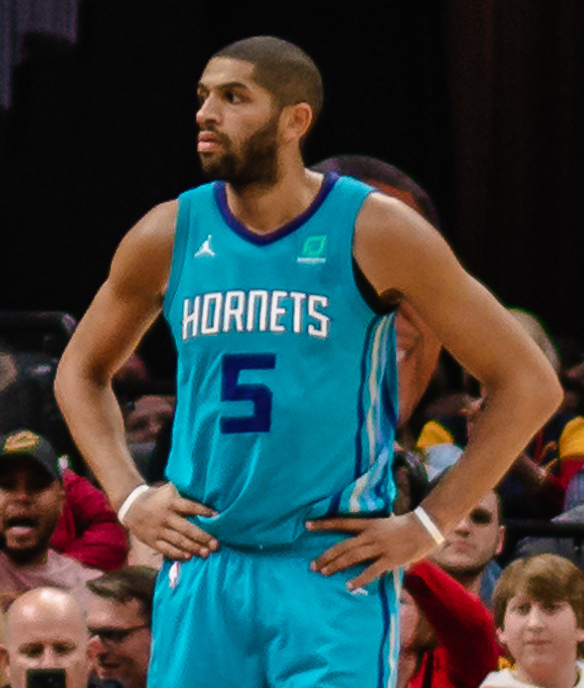
Batum com o Charlotte Hornets em 2019

Em 24 de junho de 2015, Batum foi negociado com o Charlotte Hornets em troca de Gerald Henderson Jr e Noah Vonleh.
Ele fez sua estreia pelos Hornets na abertura da temporada da equipe contra o Miami Heat em 28 de outubro, registrando 9 pontos e 6 rebotes em uma derrota por 104-94. Em 15 de novembro, ele marcou 33 pontos, o recorde da temporada, na vitória por 106-94 sobre o Portland Trail Blazers. No dia seguinte, ele foi nomeado Jogador da Semana da Conferência Leste pelos jogos disputados de segunda, 9 de novembro a domingo, 15 de novembro. Foi o primeiro prêmio de Jogador da Semana da carreira de Batum, que levou o Hornets a um recorde de 3–1 na semana. 
Em 9 de dezembro, ele registrou seu quinto triplo-duplo da carreira com 10 pontos, 11 rebotes e 11 assistências em uma vitória por 99-81 sobre o Miami Heat. No início de janeiro, ele perdeu quatro jogos devido a uma lesão no dedo do pé direito. Mais tarde naquele mês, ele perdeu mais três jogos com a mesma lesão. Em 29 de março, ele registrou seu segundo triplo-duplo da temporada com 19 pontos, 12 rebotes e 12 assistências na vitória por 100-85 sobre o Philadelphia 76ers. Em 20 de abril, a primeira temporada de Batum com os Hornets chegou ao fim depois que ele sofreu outra lesão, desta vez uma torção no tornozelo esquerdo no Jogo 2 da série de playoffs dos Hornets na primeira rodada com o Miami Heat.
Em 7 de julho de 2016, Batum assinou novamente com os Hornets em um contrato de US$ 120 milhões por cinco anos. Em 23 de dezembro de 2016, ele registrou seu primeiro triplo-duplo da temporada com 20 pontos, 11 rebotes e 10 assistências na vitória por 103–91 sobre o Chicago Bulls.
Em 5 de outubro de 2017, Batum foi afastado por seis a oito semanas com uma ruptura do ligamento do cotovelo esquerdo. Batum fez sua estreia na temporada em 15 de novembro de 2017, marcando 16 pontos em 32 minutos como titular na derrota por 115-107 para o Cleveland Cavaliers. Uma semana depois, Batum deixou o jogo dos Hornets contra o Washington Wizards no segundo quarto com uma contusão no cotovelo esquerdo e não voltou. Em 31 de janeiro de 2018, ele teve 10 pontos, 11 rebotes e 10 assistências na vitória por 123-110 sobre o Atlanta Hawks. Em 10 de março de 2018, ele registrou 29 pontos, 12 rebotes e sete assistências na vitória de 122-115 sobre o Phoenix Suns. Cinco dias depois, ele registrou o recorde de sua carreira, 16 assistências, com 10 pontos e 10 rebotes na vitória por 129–117 sobre os Hawks. Em 24 de outubro de 2019, Batum foi afastado das quadras por duas a três semanas devido a uma fratura no terceiro dedo de sua mão esquerda.
Batum foi dispensado pelos Hornets em 29 de novembro de 2020.

### Los Angeles Clippers (2020–2023)
Em 1º de dezembro de 2020, após passar pelo processo de dispensa, Batum assinou com o Los Angeles Clippers.
Em 13 de agosto de 2021, Batum renovou seu contrato com os Clippers. Em 6 de julho de 2022, Batum renovou seu contrato com os Clippers por mais dois anos.

### Philadelphia 76ers (2023–2024)
Em 1º de novembro de 2023, o Philadelphia 76ers adquiriu Batum, Marcus Morris, Kenyon Martin e Robert Covington dos Clippers em troca de James Harden, P. J. Tucker e Filip Petrušev.

### 2º passagem com o Los Angeles Clippers (2024–presente)
Em 10 de julho de 2024, o Los Angeles Clippers assinou um contrato de 2 anos e US$9.6 milhões com Batum.

## Perfil do jogador
O longo e ágil Batum é considerado um jogador defensivo altamente qualificado e um dos melhores executores de bloqueio da NBA. Criado em Pont-l'Évêque, na Normandia, o esguio Batum estivera entre os meninos mais altos de sua faixa etária e começou sua carreira no basquete como pivô. A inspiração veio do especialista em bloqueio da NBA, Dikembe Mutombo, conhecido por abanar o dedo teatralmente após bloqueio.
O bloqueio, portanto, tornou-se uma parte fundamental do jogo de Batum e foi uma habilidade superior trazida com ele para a NBA. Até março de 2013, apenas dois jogadores na temporada de 2012–13 que não jogaram como pivô ou como Ala-pivô tiveram mais bloqueios do que Batum - Josh Smith e Kevin Durant.

## Carreira na seleção nacional
Batum jogou pela Seleção Francesa nos Jogos Olímpicos de 2012. No final de uma derrota nas quartas de final por 66-59 para a Espanha, um frustrado Batum socou o jogador espanhol Juan Carlos Navarro na virilha. Batum mais tarde se desculpou no Twitter, escrevendo: "Eu mostrei uma imagem ruim da França e de mim mesmo. Parabéns ao time da Espanha."
Batum foi membro da Seleção Francesa que terminou em terceiro lugar na Copa do Mundo de Basquetebol Masculino de 2014, tornando-se a primeira equipe francesa a ganhar uma medalha em uma competição da Copa do Mundo. Nos dois jogos finais, ele obteve uma média de 31,0 pontos e foi posteriormente nomeado para a equipe do torneio.
Batum bloqueou Klemen Prepelič no último segundo da semifinal das Olimpíadas de 2020, garantindo a vitória para a França. A França acabou perdendo a final por 87–82 para os Estados Unidos. Rudy Gobert afirmou que a jogada de Batum foi um dos melhores bloqueios que ele já viu. Seu bloqueio foi classificado como um dos momentos inesquecíveis das Olimpíadas de Verão de 2020.

## Estatísticas na NBA

### NBA

#### Temporada regular
| Ano      | Equipe        | PJ    | PT  | MPJ  | AP   | 3P   | LL   | RT  | AS  | BR  | TO  | PPJ  |
| -------- | ------------- | ----- | --- | ---- | ---- | ---- | ---- | --- | --- | --- | --- | ---- |
| 2008–09  | Portland      | 79    | 76  | 18.4 | .446 | .369 | .808 | 2.8 | .9  | .6  | .5  | 5.4  |
| 2009–10  | Portland      | 37    | 25  | 24.8 | .519 | .409 | .843 | 3.8 | 1.2 | .6  | .7  | 10.1 |
| 2010–11  | Portland      | 80    | 67  | 31.5 | .455 | .345 | .841 | 4.5 | 1.5 | .9  | .6  | 12.4 |
| 2011–12  | Portland      | 59    | 34  | 30.4 | .451 | .391 | .836 | 4.6 | 1.4 | 1.0 | 1.0 | 13.9 |
| 2012–13  | Portland      | 73    | 73  | 38.5 | .423 | .372 | .848 | 5.6 | 4.9 | 1.2 | 1.1 | 14.3 |
| 2013–14  | Portland      | 82    | 82  | 36.0 | .465 | .361 | .803 | 7.5 | 5.1 | .9  | .7  | 13.0 |
| 2014–15  | Portland      | 71    | 71  | 33.5 | .400 | .324 | .857 | 5.9 | 4.8 | 1.1 | .6  | 9.4  |
| 2015–16  | Charlotte     | 70    | 70  | 35.0 | .426 | .348 | .849 | 6.1 | 5.8 | .9  | .6  | 14.9 |
| 2016–17  | Charlotte     | 77    | 77  | 34.0 | .403 | .333 | .856 | 6.2 | 5.9 | 1.1 | .4  | 15.1 |
| 2017–18  | Charlotte     | 64    | 64  | 31.0 | .415 | .336 | .831 | 4.8 | 5.5 | 1.0 | .4  | 11.6 |
| 2018–19  | Charlotte     | 75    | 72  | 31.4 | .450 | .389 | .865 | 5.2 | 3.3 | .9  | .6  | 9.3  |
| 2019–20  | Charlotte     | 22    | 3   | 23.0 | .346 | .286 | .900 | 4.5 | 3.0 | .8  | .4  | 3.6  |
| 2020–21  | L.A. Clippers | 67    | 38  | 27.4 | .464 | .404 | .828 | 4.7 | 2.2 | 1.0 | .6  | 8.1  |
| 2021–22  | L.A. Clippers | 59    | 54  | 24.8 | .463 | .400 | .658 | 4.3 | 1.7 | 1.0 | .7  | 8.3  |
| 2022–23  | L.A. Clippers | 78    | 19  | 21.9 | .420 | .391 | .708 | 3.8 | 1.6 | .7  | .6  | 6.1  |
| 2023–24  | L.A. Clippers | 3     | 0   | 18.0 | .375 | .286 | –    | 2.3 | 1.7 | 1.0 | 1.3 | 2.7  |
| 2023–24  | Philadelphia  | 57    | 38  | 25.9 | .456 | .399 | .714 | 4.2 | 2.2 | .8  | .6  | 5.5  |
| Carreira | Carreira      | 1.053 | 863 | 28.5 | .433 | .361 | .815 | 4.7 | 3.1 | .9  | .6  | 9.6  |

#### Play-in
| Ano      | Equipe        | PJ | PT | MPJ  | AP   | 3P   | LL   | RT  | AS  | BR | TO  | PPJ  |
| -------- | ------------- | -- | -- | ---- | ---- | ---- | ---- | --- | --- | -- | --- | ---- |
| 2022     | L.A. Clippers | 2  | 2  | 30.6 | .231 | .200 | .500 | 7.0 | 1.5 | .5 | .5  | 4.5  |
| 2024     | Philadelphia  | 1  | 0  | 27.6 | .583 | .600 | —    | 5.0 | .0  | .0 | 1.0 | 20.0 |
| Carreira | Carreira      | 3  | 2  | 29.1 | .407 | .400 | .500 | 6.0 | .7  | .2 | .7  | 12.2 |

#### Playoffs
| Ano      | Equipe        | PJ | PT | MPJ  | AP   | 3P   | LL   | RT  | AS  | BR  | TO | PPJ  |
| -------- | ------------- | -- | -- | ---- | ---- | ---- | ---- | --- | --- | --- | -- | ---- |
| 2009     | Portland      | 6  | 5  | 10.5 | .556 | .500 | .000 | .5  | .2  | .2  | .3 | 2.0  |
| 2010     | Portland      | 6  | 6  | 23.2 | .459 | .429 | .750 | 3.2 | .8  | .3  | .0 | 8.2  |
| 2011     | Portland      | 6  | 0  | 25.2 | .413 | .269 | .750 | 1.7 | 1.3 | .8  | .8 | 8.0  |
| 2014     | Portland      | 11 | 11 | 41.7 | .472 | .350 | .800 | 7.6 | 4.8 | 1.4 | .5 | 15.2 |
| 2015     | Portland      | 5  | 5  | 41.8 | .343 | .333 | .769 | 8.6 | 5.2 | .2  | .2 | 14.2 |
| 2016     | Charlotte     | 5  | 2  | 28.8 | .378 | .273 | .850 | 3.6 | 2.0 | .4  | .0 | 11.4 |
| 2021     | L.A. Clippers | 19 | 10 | 29.2 | .486 | .389 | .826 | 5.5 | 2.1 | 1.3 | .5 | 8.1  |
| 2023     | L.A. Clippers | 5  | 3  | 18.3 | .421 | .353 | –    | 2.2 | 1.2 | .4  | .4 | 4.4  |
| 2024     | Philadelphia  | 6  | 0  | 28.3 | .414 | .409 | .625 | 5.8 | 1.3 | .2  | .8 | 6.3  |
| Carreira | Carreira      | 69 | 42 | 27.4 | .438 | .367 | .671 | 4.3 | 2.1 | .5  | .3 | 8.6  |

## Vida pessoal
Em março de 2017, Batum tornou-se acionista da Infinity Nine Sports, empresa de propriedade de Tony Parker, que dirige o clube de basquete francês ASVEL Basket, e assumiu o cargo de diretor de operações de basquete da ASVEL.